# Ivan Michejevič Pervušin
Ivan Michejevič Pervušin (rusky Иван Михеевич Первушин, 27. ledna 1827 Lysva – 29. června 1900 Mechonskoje) byl ruský kněz a matematik pracující zejména v teorii čísel.

## Život
Na kněze studoval v Kazani, studia ukončil v roce 1852. Následně byl knězem, nejprve v Permu a následně pětadvacet let ve vesnici Zamarajevo ležící přibližně 220 kilometrů od Jekatěrinburgu. Ve volném čase se přitom věnoval matematice. V letech 1877 a 1878 zaslal Ruské akademii věd dva články, v kterých dokázal složenost dvanáctého a třiadvacátého Fermatova čísla:
{\displaystyle 2^{2^{12}}+1} je dělitelné {\displaystyle 7*2^{14}+1=114689}
a
{\displaystyle 2^{2^{23}}+1} je dělitelné {\displaystyle 5*2^{25}+1=167772161}
V roce 1883 Pervušin ukázal, že číslo
{\displaystyle 2^{61}-1} = 2305843009213693951
je Mersennovým prvočíslem. Tomuto číslu se pak přezdívalo Pervušinovo číslo a až do roku 1911, kdy R. E. Powers dokázal prvočíselnost {\displaystyle 2^{89}-1} se jednalo o druhé největší známé prvočíslo po {\displaystyle 2^{127}-1}, jehož prvočíselnost dokázal v roce 1876 Édouard Lucas.
V roce 1883 se Pervušin přesunul do nedalekého Šadrinsku. Tam zveřejnil článek, kterým se znelíbil a musel v roce 1887 odejít do vyhnanství do vesnice Mechonskoje, kde i zemřel.